# Beacon Dome
Beacon Dome är en bergstopp i Antarktis. Den ligger i den centrala delen av kontinenten, i ett område som inget land gör anspråk på. 
Toppen på Beacon Dome är 3 010 meter över havet. Terrängen runt Beacon Dome är varierad. Beacon Dome ligger uppe på en höjd som går i nord-sydlig riktning.